# Andreas (Automarke)
Der Andreas war ein Elektroauto, das von 1900 bis 1901 von den Sächsischen Accumulatoren-Werken in Dresden gebaut wurde. Er beruhte auf der Konstruktion des Unternehmensinhabers Ernst Andreas.
Der zweisitzige Wagen war auf einem Stahlrohrchassis aufgebaut. Anstatt einer Karosserie besaß er nur eine Leinwandbespannung. Die Vorderräder wurden durch einen Lenkstock mit Kurbel gelenkt. Der Elektromotor war an der Hinterachse eingebaut und leistete bei 48 V Betriebsspannung 1,5 kW. 
Die Reichweite wurde mit 60 km angegeben.